# Wasserburg Sachsenhagen
Die Wasserburg Sachsenhagen ist eine ehemalige Wasserburg in Sachsenhagen in Niedersachsen. Herzog Albrecht I. von Sachsen ließ sie um 1250 zur Sicherung seines Herrschaftsbereiches und zur Kolonisation des Dülwalds errichten. Später kam sie an die Grafen von Schauenburg und Holstein. Das heutige Erscheinungsbild resultiert aus der Umwandlung der Wasserburg in ein Schloss um 1600. Als es 1665 unter die Herrschaft der Landgrafschaft Hessen-Kassel geriet, zerfiel die Anlage zunehmend. An Gebäuden sind heute noch der wuchtige Bergfried, ein Nebengebäude und das frühere Amthaus des Amtes Sachsenhagen vorhanden.

## Lage
Die Burganlage liegt südöstlich von Sachsenhagen im Niederungsgebiet der Sachsenhäger Aue in deren Flussnähe. Hier befand sich ein früherer Flussübergang der Aue, an einer Nord-Süd-Wegeverbindung zwischen Hameln und Nienburg/Weser. Das etwa 2,5 Meter erhöht liegende Burggelände besteht aus einem Plateau von etwa 100 × 100 Metern. Zu ihm führt von Sachsenhagen kommend, ein erhöhter Dammweg. Nahe der Burg gab es eine Vorburg von etwa 80 × 50 Metern, deren Gebäude im Laufe der Jahrhunderte abgetragen wurden.

## Baubeschreibung
Das heutige Erscheinungsbild resultiert aus der Umwandlung der Wasserburg in ein Schloss um 1600 durch Graf Ernst von Holstein-Schaumburg. Die Burg besteht heute aus dem Bergfried sowie dem früheren Amtshaus und einem Nebengebäude. Der dreigeschossige Bergfried ist ein gut erhaltener, massiver Turm mit drei bis vier Meter starken Wänden. Er hat eine Grundfläche von 14 × 14 m und eine Höhe von 14 m. Die Fassade weist im obersten Geschoss einen Erker und einen Aborterker auf.
Das Amtshaus hatte ursprünglich drei Geschosse und besaß früher einen Gang, der zum Turm hinüber führte. Die restlichen Gebäude des Schlosses wurden ebenso wie die Vorburg im Laufe der Zeit abgetragen. Der frühere Burgbereich wird heute durch Kleingärten genutzt. Die sogenannte Schlosswiese auf dem Gelände der früheren Vorburg wurde im Jahr 2012 zu einer kleinen Parkanlage umgestaltet.

## Geschichte
Die Wasserburg an der Sachsenhägener Aue wurde erbaut durch den Askanier Albrecht I., Herzog von Sachsen, um sein Herrschaftsgebiet zu erweitern und Anteile am Dülwald in Besitz zu nehmen. Das war ein zusammenhängendes Waldgebiet zwischen Bückeburg und dem Steinhuder Meer. Die Burg diente dabei als Stützpunkt zur Rodung und Kolonialisierung. Nach der Errichtung der Burg entwickelte sich gegenüber der Sachsenhäger Aue die Siedlung Sachsenhagen. Dort siedelten Bedienstete, wie Burgmannen, Tagelöhner, Handwerker und auch Händler. Als Ackerbürger verfügten sie meist über eine kleinere Acker- und Viehwirtschaft.
Als 1253 das Bistum Minden Hoheitsrechte für das Gebiet um Sachsenhagen anmeldete, kam es zwischen dem Erbauer Herzog Albrecht I. und dem Bischof Wittekind I. von Minden zu einem Vergleich. Der Herzog musste die Burg abgeben und erhielt sie zur Hälfte als Lehen zurück. Der Bischof platzierte auf der Burg seine Burgmannen, die über zwei bischöfliche Burgmannshöfe verfügten. Um 1260–1297 waren Rembert II. von Münchhausen und seine Söhne Burgmänner und Vögte. 1391 wurde die Vorburg im Niedersächsischen Städtebuch genannt. 1571 wurde die Burg von Graf Otto IV. von Holstein-Schaumburg an Hermann von Mengersen als dem Drost von Rodenberg verpfändet. 1595 erhielt Graf Ernst von Holstein-Schaumburg die Burg Sachsenhagen von seinem älteren Halbbruder Adolf XIV. als Abfindung. Er ließ die Wasserburg in ein Residenzschloss umgestalten. Als Graf Adolf XIV. 1601 verstarb, zog Graf Ernst nach Stadthagen, um vom dortigen Schloss die Regierungsgeschäfte über die Grafschaft Schaumburg zu übernehmen.
Als 1619 Sachsenhagen durch einen Großbrand vernichtet wurde, blieb das außerhalb gelegene Schloss unversehrt.
Zwischen 1622 und 1634 war das Schloss die Residenz des Grafen Hermann von Schauenburg und Holstein.
Gegen Ende des 16. Jahrhunderts wurde Sachsenhagen die Residenz nichtregierender Mitglieder des gräflichen Hauses und zuletzt Wittum (bis 1665). Danach verfielen die Anlagen, von denen um 1750 nur das Amtshaus und der Bergfried, ein Wohnturm bei Belagerungen im Mittelalter, standen.
Nach der Teilung der Grafschaft Schaumburg 1665 befand sich das Schloss unter die Herrschaft der Landgrafschaft Hessen-Kassel.
Nördlich gegenüber der Burg befand sich die landwirtschaftliche Domäne, die das Wirtschaftsleben in Sachsenhagen wesentlich bestimmte. 1877 wurde die Domäne von der Gemeinde Sachsenhagen ersteigert und das Land den Bürgern verkauft; die Gebäude wurden vermietet. Nach einem Brand verfielen die Gebäude und wurden zum Teil abgerissen.
1923 wurde im oberen Saal des Bergfrieds eine Jugendherberge eingerichtet. In den 1930er Jahren nutzte der Bund Deutscher Mädel die Räumlichkeiten. In den 1960er Jahren waren sie Übungsraum für schulsportliche Zwecke.
Das frühere Amtshaus befindet sich seit 1969 in Privatbesitz und wird für Wohnzwecke genutzt, ebenso das Nebengebäude. Im derzeit (2011) noch unrenovierten Bergfried finden heute kulturelle Veranstaltungen des Heimatvereins Sachsenhagen-Auhagen statt.

### Archäologische Untersuchungen
Bei der Anlage einer Parkanlage auf der Schlosswiese als dem früheren Vorburggelände im Jahre 2012, kam es bei Baumaßnahmen zu kleinräumigen archäologischen Untersuchungen. Diese wurden durch den Bodenaushub für Leitungstrassen ermöglicht, die der Kommunalarchäologie der Schaumburger Landschaft als Sondagen dienten. Die Bodeneingriffe erfolgten auf und am Rande der erhöhten Bereiche von Haupt- sowie Vorburg. Sie lieferten Erkenntnisse über den Aufbau der beiden Burghügel. In ihren Randbereichen lag das ursprüngliche Bodenniveau etwa 1,5 Meter tiefer als heute. Bei der Hauptburg beläuft sich der Bodenauftrag auf rund vier Meter. Unter einer Humusschicht von etwa einem halben Meter fanden sich in den Kulturschichten des Bodens Keramikreste von Öfen sowie von Gefäßen und Bruchstücke von Dachziegeln des Typs Mönch und Nonne. Die Keramik ließ sich in das 12. bis 16. Jahrhundert datieren. Bei einer kleinflächigen Freilegung des Untergrunds neben dem Bergfried stießen die Archäologen auf die 1,6 Meter starke Umfassungsmauer der Burg. Bei Sondageschnitten auf der dammähnlichen erhöhten Zuwegung zur Burg, fanden sich im Untergrund angeschüttete Bodenschichten vom 16. Jahrhundert, die frühere Haushaltsabfälle enthielten. Darunter waren Tierknochen und Fragmente von Keramikgefäßen sowie Gläsern.

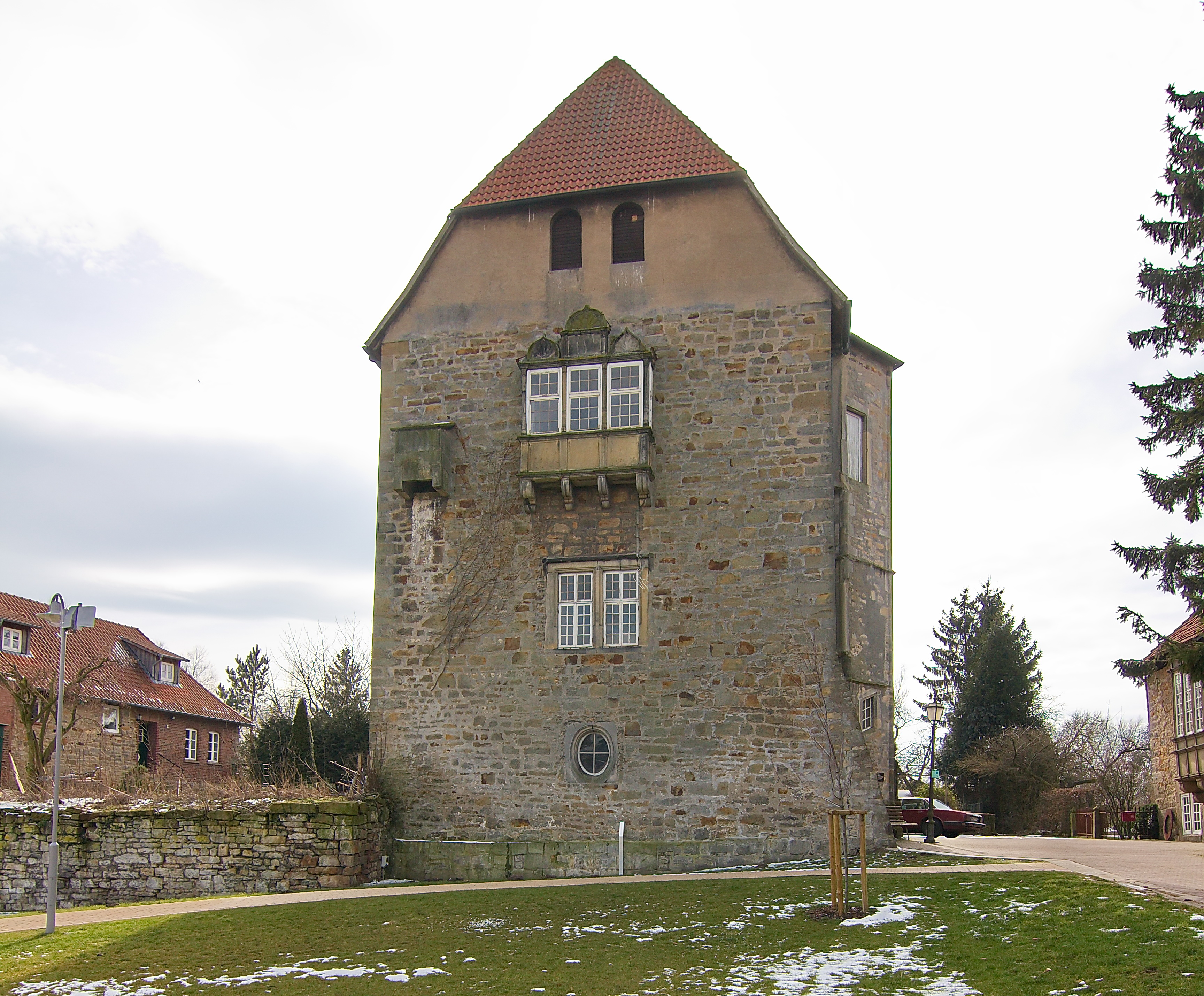
Bergfried
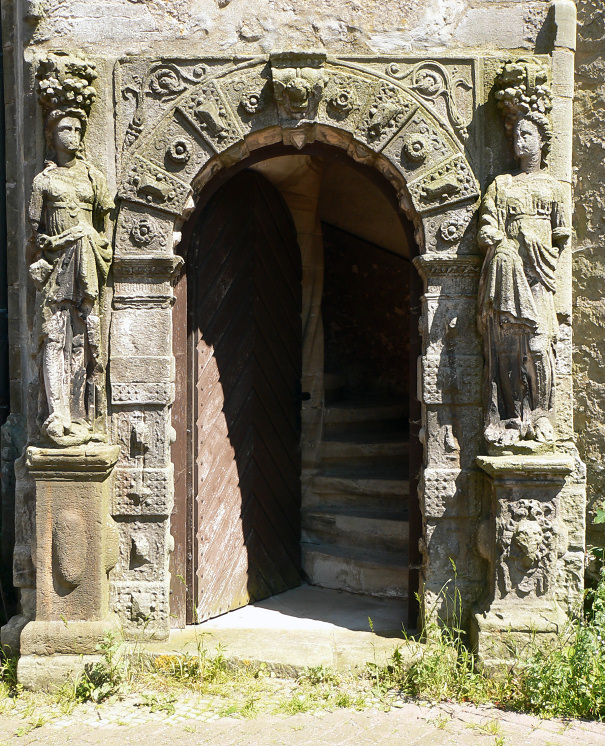
Karyatidenportal im Renaissancestil am Treppenturm
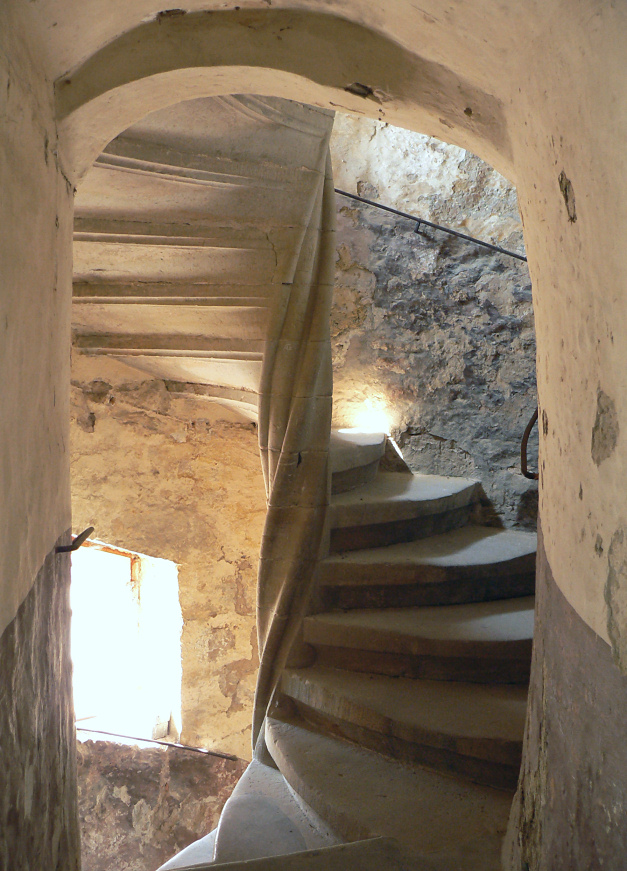
Kunstvoll gestaltete Wendeltreppe
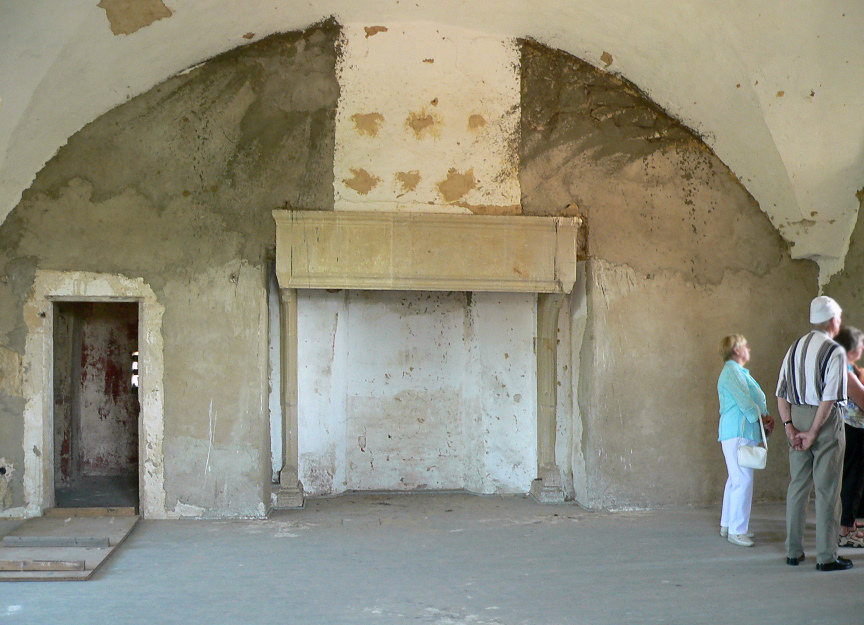
Oberer Schlossraum mit Kamin
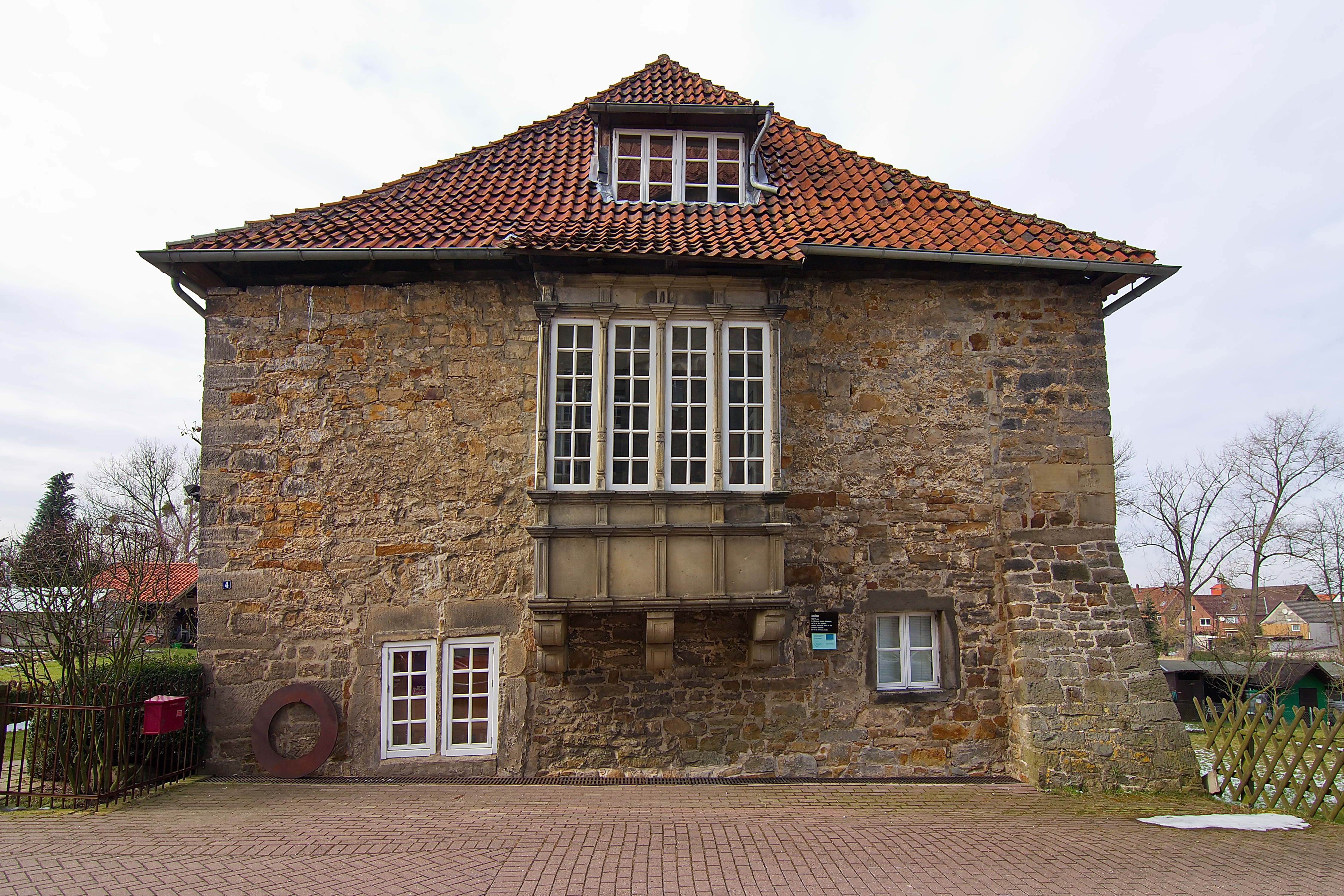
Amtshaus